# José Manuel Garita Herrera
José Manuel Garita Herrera (Heredia, 26 marzo 1965) è un vescovo cattolico costaricano, dal 15 marzo 2014 vescovo di Ciudad Quesada.

## Biografia
José Manuel Garita Herrera è nato a Heredia il 26 marzo 1965.

### Formazione e ministero sacerdotale
Ha compiuto gli studi di filosofia e teologia nel seminario maggiore nazionale della Costa Rica. In seguito è stato inviato a Roma per studi e ha preso residenza nel Pontificio Collegio Pio Latino-Americano. Ha ottenuto la licenza in diritto canonico presso la Pontificia Università Gregoriana.
Il 26 novembre 1988 è stato ordinato presbitero per l'arcidiocesi di San José de Costa Rica da monsignor Román Arrieta Villalobos. In seguito è stato vicario parrocchiale della parrocchia di Nostra Signora del Carmelo; uditore, difensore del vincolo e vicario giudiziale del tribunale ecclesiastico; professore di Sacra Scrittura all'Università Autonoma del Centro America; vice-cancelliere e cancelliere arcivescovile; economo arcidiocesano e capo del personale della curia; professore di diritto canonico presso l'Università Cattolica della Costa Rica, l'Istituto teologico dell'America centrale e il seminario maggiore nazionale; rettore del santuario nazionale e tempio votivo al Sacro Cuore di Gesù; vicario foraneo; formatore, direttore spirituale, professore e dal gennaio 2010 rettore del seminario maggiore nazionale "Nostra Signora degli Angeli".

### Ministero episcopale
Il 15 marzo 2014 papa Francesco lo ha nominato vescovo di Ciudad Quesada. Ha ricevuto l'ordinazione episcopale il 17 maggio successivo dall'arcivescovo metropolita di San José de Costa Rica José Rafael Quirós Quirós, co-consacranti il vescovo di Puntarenas Oscar Gerardo Fernández Guillén e l'arcivescovo emerito di San José de Costa Rica Hugo Barrantes Ureña.
Nel febbraio del 2017 ha compiuto la visita ad limina.
Dal 7 agosto 2020 al 7 settembre 2023 è stato presidente della Conferenza episcopale della Costa Rica.

## Genealogia episcopale e successione apostolica
La genealogia episcopale è:
- Cardinale Scipione Rebiba
- Cardinale Giulio Antonio Santori
- Cardinale Girolamo Bernerio, O.P.
- Arcivescovo Galeazzo Sanvitale
- Cardinale Ludovico Ludovisi
- Cardinale Luigi Caetani
- Cardinale Ulderico Carpegna
- Cardinale Paluzzo Paluzzi Altieri degli Albertoni
- Papa Benedetto XIII
- Papa Benedetto XIV
- Papa Clemente XIII
- Cardinale Marcantonio Colonna
- Cardinale Giacinto Sigismondo Gerdil, B.
- Cardinale Giulio Maria della Somaglia
- Cardinale Carlo Odescalchi, S.I.
- Vescovo Eugène de Mazenod, O.M.I.
- Cardinale Joseph Hippolyte Guibert, O.M.I.
- Cardinale François-Marie-Benjamin Richard de la Vergne
- Cardinale Pietro Gasparri
- Cardinale Clemente Micara
- Arcivescovo Gennaro Verolino
- Arcivescovo Román Arrieta Villalobos
- Arcivescovo Hugo Barrantes Ureña
- Arcivescovo José Rafael Quirós Quirós
- Vescovo José Manuel Garita Herrera

La successione apostolica è:
- Vescovo Juan Miguel Castro Rojas (2022)